# Comuna Nosaciv, Smila
Nosaciv (în ucraineană Носачів) este o comună în raionul Smila, regiunea Cerkasî, Ucraina, formată din satele Leninske și Nosaciv (reședința).

## Demografie
Componența lingvistică a comunei Nosaciv
     Ucraineană (97,81%)
     Rusă (2,19%)
Conform recensământului din 2001, majoritatea populației comunei Nosaciv era vorbitoare de ucraineană (97,81%), existând în minoritate și vorbitori de rusă (2,19%).